# Kathryn Slattery
Kathryn Slattery (Australia Occidental, 30 de julio de 1993) es una exjugadora australiana de hockey sobre césped.

## Trayectoria
Slattery debutó con la selección de Australia en el año 2014. En 2014 llegó a la final del Champions Trophy, al derrotar por penales a Nueva Zelanda en las semifinales, después de empatar 1 a 1. Marcó un gol en la final, que contribuyó al empate, pero perdió por penales contra Argentina en Mendoza. Participó con su selección en los Juegos Olímpicos de Río 2016.